# Michel-Alexandre-Maximilien Hanck
Michel-Alexandre-Maximilien Hanck, francoski general, * 1882, † 1978.